# Lettres aux morts des anciens Égyptiens
Les Égyptiens communiquaient avec leurs défunts notamment au moyen de lettres adressées aux morts. On en connaît plusieurs exemples, datant de l'Ancien Empire à la Basse époque.
Le défunt se doit de protéger les siens restés sur terre, qui en contrepartie pourvoient sa chapelle en offrandes ; mais de telles résolutions ne sont pas toujours respectées, autant les défunts essaient de se protéger de la négligence des vivants envers eux, autant ceux-ci oublient de prendre soin de leurs protégés. C'est donc dans ce but de les rappeler à l'ordre que sont rédigées la dizaine de lettres aux morts retrouvées, datant de toutes les époques mais surtout de l'Ancien et du Moyen Empire. Placées dans la tombe, elles sont écrites en hiératique, comme c'est l'usage pour la correspondance, sur différents supports tels que le papyrus ou le tissu, mais pour la majorité d'entre elles, sur des bols en céramique rouge.
Ces lettres aux morts sont en tout point semblables à celles que s'écrivent les vivants ; elles commencent toujours par les formules d'introduction avec les noms de l'expéditeur et du destinataire. L'objet de ces missives est invariablement une plainte — mauvaise fortune dont l'expéditeur pense le défunt responsable —. Mais la plupart du temps, le reproche fait au défunt est de n'avoir pas protégé sa famille, notamment contre les attaques d'autres morts malintentionnés et on le somme de réparer sa négligence. Le plaignant profite parfois aussi de la lettre pour demander une faveur, comme l'intervention du défunt auprès des dieux afin d'obtenir un fils.
Un exemple typique est celui d'une lettre au mort, datant environ de deux-mille ans avant notre ère, adressée par une femme qui réclame à son mari défunt l'aide à laquelle elle pense avoir droit :
« À l'Ami, l'Unique, Néfersefkhi. C'est la sœur qui s'adresse à son frère : Ceci est une grande plainte ! Puisse être efficace notre plainte au Confident, au sujet de ceux qui agissent contre ma fille, très injustement ! Il n'a rien donné à la fille qui fait nos offrandes invocatoires, alors qu'on n'a rien fait contre lui et que sa nourriture n'a pas été mangée. Un akh ne doit-il pas veiller sur ceux qui restent sur terre ? Rends donc ton verdict contre celui qui me fait du tort, puisqu'un justifié de voix se doit d'être contre tout mort et toute morte qui fait cela à une fille. »